# Pebble Beach (McDonald Island)
Der Pebble Beach (englisch für Kieselstrand) ist ein 200 m langer und unzugänglicher Strand auf McDonald Island im südlichen Indischen Ozean. Er liegt südlich des 2003 durch einen Vulkanausbruch verschwundenen Sandy Beach.
Australische Wissenschaftler gaben ihm seinen deskriptiven Namen.